# Ижевская соборная мечеть
Ижевская соборная мечеть находится в Ленинском районе города Ижевск, Удмуртская Республика.

## История
История Ижевской соборной мечети начинается в XIX веке. В начале XIX веке в Ижевский завод (так назывался тогда рабочий посёлок, ныне город Ижевск) начали приезжать татары для работы на Ижевском оружейном заводе. Примерно тогда же они начали селиться отдельной слободой, в основном компактно проживая на Четвёртой, Пятой, Шестой и Седьмой улицах, которые до настоящего времени не сохранились. Поскольку правоверные татарские общины не представляли себе жизни без мечети, то встал вопрос о её постройке, что согласно архивным документам случилось около 1810 года. Ближайшая действующая мечеть находилась километрах в сорока в деревне Агрыз (ныне город), что никого не устраивало. 23 ноября 1822 года татары, работавшие на заводе, выбрали себе муллу, которым стал Муса Мукминов. Особым богатством трудовой народ тех лет похвастаться не мог, поэтому к руководству завода обратились с просьбой построить мечеть за казённый счёт. Однако такие просьбы благополучно игнорировались вплоть до лета 1838 года, пока прибывший с инспекцией Евстафий Евстафьевич Штаден не поставил этот вопрос перед руководством ещё раз. Отказать инспектору всех оружейных заводов не смогли, и заместитель директора Оружейного завода полковник Грен пообещал предоставить проект и смету строительства мечети.
Уже 20 сентября 1838 года исполняющий обязанности архитектора Бабушкин составил проект мечети и смету, а 27 февраля 1839 года проект был отправлен инспектору Штадену. Особыми изысками проект не отличался — мечеть должна была быть похожа на окрестные мечети, вмещать всего 100 человек (кто-то счёл, что остальные мусульмане должны в это время работать), а строить её решили из сруба на каменном фундаменте. Место для неё выбрали в Татарской слободе на Заречной стороне Заводского селения.
По каким-то неясным причинам ответа из Санкт-Петербурга пришлось ждать целых два года. 13 декабря 1841 года вышло постановление, что к самой постройке мечети претензий нет, однако мечеть надлежало строить без высокого минарета, чтобы её не было видно издалека. В проект были внесены соответствующие изменения, и архитектор Оружейного завода Яковлев выдал смету затрат 2610 рублей 28 копеек. Через полгода — 4 сентября 1842 года — для мечети наконец-то выделили землю. Был объявлен тендер, который выиграл православный мещанин из Сарапула Иван Петров, сторговавшийся на постройку мечети за 1860 рублей, а не казанский купец первой гильдии Анисим Месетников. Размеры мечети должны были составлять в длину 9,5 саженей, в ширину — 6, а в высоту — 6,5 саженя. Прошло ещё два года, прежде чем 12 августа 1844 года был подписан контракт между Иваном Петровым и руководством завода, что строительство здания должно было начаться в том же году, а закончиться к 1 сентября 1845 года.
Однако строительство несколько подзатянулось. Тому были причиной как отсутствие на заводе необходимых строительных материалов, так и отношение Петрова к взятым на себя обязательствам, оставлявшее желать лучшего: строительные материалы он доставил только к 1 марта 1845 года, нанял далеко не самых опытных работников, а сам на месте поведения работ не появлялся. В итоге к осени успели только возвести сруб здания, и в таком виде его оставили до следующего года, чтобы он сел. Мечеть была возведена только к 28 октября 1846 года, а за почти годовую задержку сдачи объекта Иван Петров вместо получения прибыли был вынужден уплатить неустойку. Имамом мечети был назначен Хабибулла хазрат Рахматуллин, а первый намаз был прочитан 2 ноября 1846 года.
Поскольку татарская община увеличивалась, то полвека спустя единственной мечети стало мало. Ижевские татары в 1908 году подняли вопрос о строительстве ещё одной мечети. На этот раз решение было принято быстрее — резолюция об удовлетворении просьбы была получена в том же году — 28 ноября 1908 года. Новая мечеть должна была быть построена неподалёку на Пятой Улице. 28 июня 1909 года на собрании ижевских татар ответственными за постройку были выбраны Г. Миннегулов и Х. Шаймурзин. 3 августа 1909 года проект новой каменной мечети был одобрен и днём позже передан Х. Шаймурзину. На данном этапе возникла шестилетняя заминка, и возведение новой мечети началось в 1915 году, а завершилось в 1916 году Тогда же новая мечеть начала свою работу.
Во времена индустриализации и гонений на религию в 1930-е годы Советская власть не прошла мимо ижевских мечетей. Территорию, на которой они находились, да и вообще всю Татарскую слободу, облюбовали под размещение очередного завода, и по Постановлению Ижгорсовета от 9 июня 1932 года мечеть было приказано снести. Мусульманам предложили разобрать мечеть и построить где-нибудь в другом месте. 26 июля 1932 года прихожане начали разборку мечети и перенос её за 4 километра к Татарскому кладбищу, которое тогда располагалось на окраине города. Все работы были завершены всего за месяц, мечеть была возведена на новом месте на улице Азина, но, как и почти за столетие до этих событий, ставить её минарет было запрещено. Некоторым плюсом являлось то, что мечеть всё же продолжала работать.
Полвека спустя, в 1991 году, минарет был возведён, а при мечети была открыта духовная школа-медресе. В 2004 году мечеть была обнесена кирпичом, а 28 июля 1996 году рядом с ней построили новую мечеть, поскольку во время мусульманских праздников старое здание не вмещало всех верующих.

## Мечеть сегодня
В здании старой мечети проводятся будничные службы, преподаются основы ислама. В новой соборной мечети проводят Пятничные и праздничные службы. При мечети работает филиал школы «Гармония» для детей. Здесь также размещается Региональное духовное Управление мусульман Удмуртии. В 2011 году располагающаяся неподалёку остановка общественного транспорта сменила безликое название «Ангарная» на «Ижевская соборная мечеть».